# Post Oak Bend City (Teksas)
Post Oak Bend City je gradić u američkoj saveznoj državi Teksas. Prema popisu stanovništva iz 2010. u njemu je živjelo 595 stanovnika.